# GFriend
Le GFriend (여자친구?, 女子親舊?, Yeoja chinguLR, Yŏja chinguMR) sono un gruppo musicale sudcoreano, formatosi a Seul nel 2015.
Il gruppo è composto da sei membri: Sowon, Yerin, Eunha, Yuju, SinB e Umji. Ha debuttato il 15 gennaio 2015 con l'uscita dell'EP Season of Glass, affermandosi sin da subito tra i girl group sudcoreani più promettenti, nonostante la provenienza da un'etichetta discografica minore.
Le GFriend hanno continuato il loro successo commerciale l'anno successivo con il terzo EP, Snowflake, il cui brano Rough è giunto al primo posto in numerosi programmi musicali. Sempre nel 2016 hanno pubblicato il primo album in studio, LOL. Nel 2017, le GFriend sono tornate con il quarto EP, The Awakening, per il quale i preordini hanno superato le 100.000 copie. Lo stesso anno, il gruppo ha pubblicato il quinto EP, Parallel, che è stato ristampato un mese dopo con il titolo Rainbow.
Nel 2018, le GFriend hanno pubblicato il loro sesto EP, Time for the Moon Night, e l'EP speciale Sunny Summer. Hanno anche fatto il loro debutto ufficiale in Giappone con la compilation GFriend 1st Best, hanno tenuto il loro primo concerto e hanno intrapreso il loro primo tour asiatico. Nel 2019, le GFriend hanno pubblicato il secondo album in studio, Time For Us, e il settimo EP, Fever Season. Le ultime produzioni del gruppo sono diventate parte della serie "回" nel 2020, che includeva due EP e il loro terzo album in studio. Quell'anno, le GFriend sono diventate il primo gruppo femminile in assoluto ad essere intervistato per i Grammy Mini Masterclass.
Il 18 maggio 2021 l'agenzia Source Music ha annunciato che le GFriend avrebbero rescisso i contratti in essere con l'agenzia, notizia confermata il giorno successivo dai membri. Eunha, SinB e Umji hanno successivamente formato il gruppo Viviz nel 2022 dopo aver firmato con BPM Entertainment.
Dopo un periodo di sospensione delle attività, le GFriend si sono riunite per il decimo anniversario pubblicando il nuovo disco Season of Memories il 13 gennaio 2025, al quale ha fatto seguito un tour omonimo in Asia tra gennaio e marzo.

## Storia

### 2015: Debutto conSeason of Glass,Flower Bude ascesa della popolarità

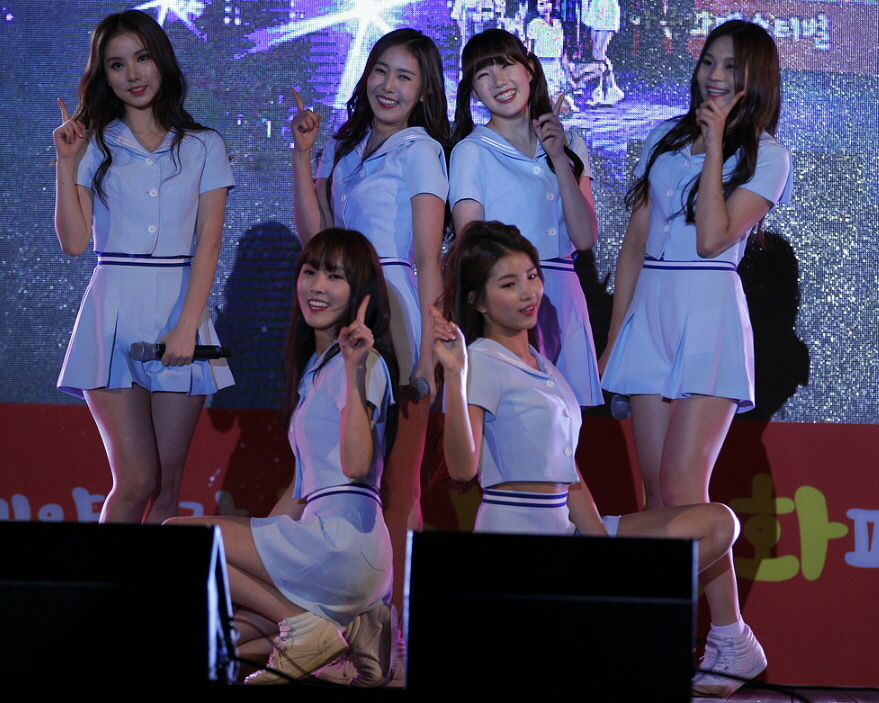
Le GFriend nel 2015

Il 15 gennaio 2015, le GFriend hanno pubblicato il loro EP di debutto composto da cinque tracce, intitolato Season of Glass. Il singolo principale Glass Bead è stato prodotto da Seo Yong-bae e Iggy, e l'album ha debuttato al dodicesimo posto della classifica settimanale di Gaon. Il gruppo ha iniziato la promozione dell'album il 16 gennaio nel programma Music Bank della KBS. Secondo YouTube, il video musicale di Glass Bead si è classificato al nono posto nella lista dei dieci "Video K-Pop più visti al mondo nel gennaio 2015". Il 28 gennaio 2015, Billboard ha nominato le GFriend uno dei "5 migliori artisti K-Pop da tenere d'occhio nel 2015".
Il 23 luglio le GFriend hanno pubblicato il loro secondo EP Flower Bud e il video musicale del singolo principale Me Gustas Tu. La promozione del loro album è iniziata lo stesso giorno dell'uscita su M Countdown di Mnet. Il gruppo ha attirato l'attenzione internazionale dopo che a settembre è diventato virale un video girato da un fan che mostrava i membri mentre continuavano a esibirsi in Me Gustas Tu nonostante il palco scivoloso. Le GFriend sono state elogiate per la loro professionalità, in particolare Yuju, che è caduta cinque volte e si è slogata un dito durante l'esibizione. Sono state l'unico gruppo femminile ad essere nominato nella categoria "Miglior artista coreano" degli MTV Europe Music Awards 2015, insieme ai gruppi maschili B1A4, BTS, Got7 e VIXX. Me Gustas Tu è entrata nella classifica Gaon Year-End Top 100 come 38ª canzone più venduta del 2015. Me Gustas Tu e Glass Bead si sono classificati rispettivamente al 18° e 44° posto nella classifica Bugs Year-End Top 100 del 2015.

### 2016:Snowflake, prima vittoria ad uno show musicale,ShowtimeeLOL
Il 25 gennaio 2016, le GFriend pubblicarono il loro terzo EP, Snowflake, guidato dal singolo Rough. Quest'ultima fu l'ultima canzone della trilogia di concept liceali delle GFriend, insieme a Glass Bead e Me Gustas Tu. Le GFriend iniziarono le promozioni per Snowflake il 26 gennaio su The Show di SBS MTV. Snowflake debuttò alla posizione numero dieci nella Billboard World Albums Chart, e il video musicale di Rough su YouTube si classificò al terzo posto nella top ten dei "Video K-Pop più visti al mondo nel gennaio 2016".

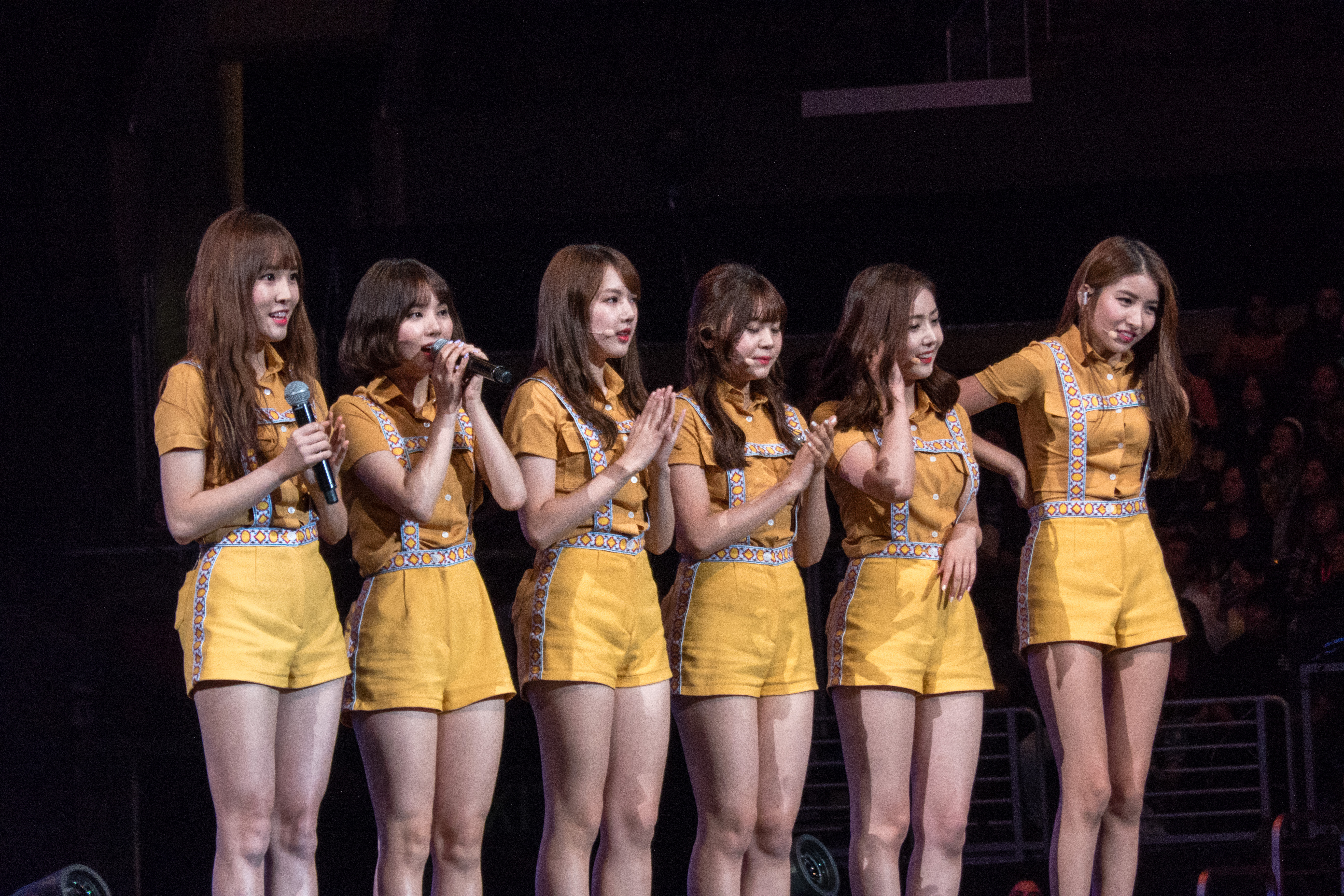
Le GFriend durante il Kcon a Los Angeles, 30 luglio 2016

Il 2 febbraio, le GFriend hanno ricevuto la loro prima vittoria in uno show musicale per la loro canzone Rough su The Show. Hanno poi vinto altri quattordici premi negli show musicali, tra cui la loro prima tripla corona a M Countdown, Music Bank, Show Champion e Inkigayo. Con un totale di 15 vittorie, si sono classificate al secondo posto per numero di vittorie tra i gruppi femminili, dietro alle Apink che hanno registrato un totale di 17 vittorie con Luv. La canzone Rough si è classificata al primo posto anche nella classifica della prima metà del 2016 della Gaon Chart.
Il 15 giugno è stato annunciato che le GFriend avrebbero recitato insieme alle Mamamoo in una nuova stagione di Showtime. Il 29 giugno, Source Music ha iniziato i preparativi per l'uscita del primo album in studio del gruppo, LOL, acronimo di "Laughing Out Loud" e "Lots of Love". LOL è uscito su tutte le piattaforme l'11 luglio accompagnato dal singolo principale Navillera, dopo aver accumulato oltre 60.000 preordini in tutto il mondo. Il 19 luglio, le GFriend hanno ottenuto la loro prima vittoria in uno show musicale con Navillera al The Show.
Alla fine dell'anno, YouTube ha svelato la top 10 dei video musicali K-pop più amati dai sudcoreani nel 2016; i video di Rough e Navillera si sono classificati rispettivamente al secondo e al decimo posto. Rough e Navillera si sono classificate rispettivamente al secondo e all'undicesimo posto nella Bugs Year-End Top 100 del 2016. Rough si è classificata al 13° posto nella classifica Billboard delle 20 migliori canzoni K-Pop del 2016 scelte dalla critica. Alla fine dell'anno, al KBS Song Festival del 2016, il picco di ascolti per l'intero spettacolo è stato registrato durante l'esibizione Rough delle GFriend al 10,3%. Rough è diventata anche la canzone più scaricata nel 2016, secondo la 2016 Year End Download Chart di Gaon Chart.

### 2017-2018: primo fan-meeting, debutto giapponese e nuovi EP
Il 23 febbraio 2017, Source Music ha annunciato che le GFriend sarebbero tornate il 6 marzo. Il 27 febbraio è stato rivelato che il loro quarto EP si sarebbe intitolato The Awakening con il singolo principale Fingertip. I preordini globali di The Awakening hanno superato le 100.000 copie, un nuovo record personale. Inoltre, l'album ha debuttato al quinto posto nella classifica World Albums di Billboard.  Ad aprile, il gruppo ha tenuto il loro primo fan meeting, Dear Buddy. Il 1º agosto, le GFriend hanno pubblicato il loro quinto EP, Parallel, con il singolo principale Love Whisper. A settembre pubblicarono la versione riconfezionata dell'album Rainbow con il singolo Summer Rain.
Le GFriend hanno aperto l'anno con il loro primo concerto da soliste, di nome Season of GFriend e tenutosi il 6 e 7 gennaio 2018. Il 23 febbraio seguente viene annunciato il passaggio del gruppo alla King Records. Il loro sesto EP, Time for the Moon Night, ha debuttato in cima alle classifiche download, album e social di Gaon, vendendo più di 84.000 copie in patria. La settimana successiva, è stato riferito che il gruppo si è classificato, a pari merito con le Girls' Generation e le Twice, come il gruppo femminile con il maggior numero di voci nella Top 10 della Billboard World Albums Chart, con cinque canzoni ciascuno. Nella seconda settimana di promozione dell'album, le GFriend hanno vinto sei premi nei programmi musicali, rendendo Time for the Moon Night la prima canzone del 2018 a vincere tutti i premi nei programmi musicali.
A fine maggio, il gruppo ha promosso in Giappone il suo primo album compilation Kyō Kara Watashitachi wa: GFriend 1st Best, uscito il 23 maggio. L'album ha debuttato alla decima posizione della classifica settimanale degli album stilata da Oricon. Il 19 luglio, le GFriend hanno pubblicato un EP estivo, Sunny Summer. Hanno in seguito debuttato nella classifica Social 50 di Billboard posizionandosi al trentesimo posto, una settimana dopo l'uscita dell'album. Il 10 ottobre, le GFriend hanno pubblicato il loro primo singolo giapponese, Memoria. Ha debuttato al sesto posto nella classifica settimanale dei singoli di Oricon e al quinto posto nella classifica settimanale dei singoli più venduti di Billboard Japan.

### 2019-2021: primo album giapponese, serie "回" e scioglimento

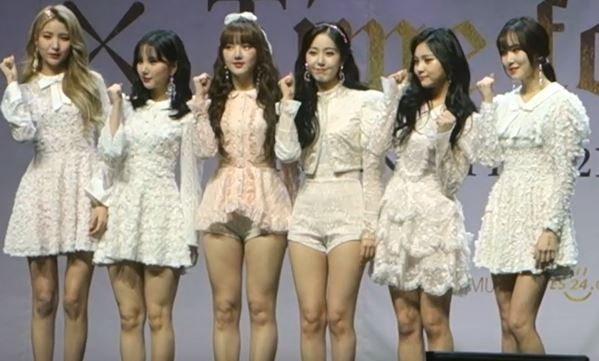
Le GFriend durante la presentazione di Time for Us, 14 gennaio 2019

Il 14 gennaio 2019, le GFriend hanno pubblicato il loro secondo album in studio, Time for Us, con il singolo principale Sunrise. Divenne l'album coreano più venduto del gruppo, con oltre 86.000 copie vendute su Gaon. Il 13 febbraio il gruppo ha pubblicato il suo secondo album singolo giapponese, Sunrise (JP ver.)/La Pam Pam. Il 1º luglio, le GFriend hanno pubblicato il loro settimo EP, Fever Season, assieme al singolo Fever. L'EP è composto da otto tracce, tra cui una versione strumentale del singolo principale. Il gruppo ha promosso il suo album anche in Giappone, collaborando con il gruppo pop giapponese Sonar Pocket, e ha pubblicato il singolo giapponese Oh Difficult – Sonar Pocket×GFriend il 3 luglio. Il 13 novembre, le GFriend hanno pubblicato il loro primo album in studio giapponese, Fallin' Light, assieme al singolo omonimo. L'album contiene anche tutte le loro precedenti canzoni giapponesi a partire da Memoria, oltre a nuovi brani inediti.
Il 3 febbraio 2020, le GFriend hanno pubblicato il loro ottavo EP, Labyrinth, con il singolo principale Crossroads. Ha segnato il primo ritorno del gruppo in Corea dopo l'acquisizione della Source Music da parte della Big Hit Entertainment nel 2019. Il loro nono EP, Song of the Sirens, è uscito il 13 luglio con il singolo Apple. Il 14 ottobre il gruppo pubblicò Labyrinth ~Crossroads~, contenente le versioni giapponesi di Crossroads e Labyrinth. Il 21 ottobre, invece, è uscito Song of the Sirens ~Apple~, contenente le versioni giapponesi di Apple e Tarot Cards. Il terzo album in studio delle GFriend, Walpurgis Night, è uscito il 9 novembre accompagnato dal singolo Mago.
Il 19 maggio 2021, tutti e sei i membri hanno lasciato la Source Music alla scadenza dei loro contratti e il gruppo si è ufficialmente sciolto. Eunha, SinB e Umji hanno poi formato il gruppo Viviz nel 2022, dopo aver firmato con la BPM Entertainment.

### 2024-presente: ritorno alle attività
Il 24 settembre 2024, Source Music ha confermato che i membri delle GFriend si sarebbero riuniti nel gennaio 2025 per un progetto speciale per celebrare il loro decimo anniversario. Sowon ha eseguito le canzoni delle GFriend al suo primo fan meeting da solista in Asia il 26 ottobre. Prima del fan meeting, Sowon ha descritto la reunion del gruppo attraverso un video sul suo canale YouTube: "Qualunque cosa sia, una reunion... non ci siamo mai veramente sciolte. Sono quattro anni che aspetto di esibirmi di nuovo sul palco, quindi sono davvero felice". Nel novembre 2024, Ilgan Sports ha riferito che il "progetto speciale" di gennaio 2025 sarebbe stato un album, ma le dimensioni e il concept dovevano ancora essere determinati.
Season of Memories, un album speciale che celebra il decimo anniversario del gruppo, è stato annunciato il 2 dicembre 2024. L'album è uscito il 13 gennaio 2025, preceduto dal singolo omonimo in anteprima il 6 gennaio. Le GFriend hanno tenuto anche tre concerti all'Olympic Hall di Seul dal 17 al 19 gennaio e altri quattro concerti in Asia a marzo.

## Altre attività
Nel 2019, Shopee Indonesia ha nominato le GFriend suo Global K-Market Ambassador 2019. Il gruppo ha contribuito in modo significativo alle azioni nette del marchio K-Wave, contribuendo a far aumentare di otto volte le vendite coreane sulla piattaforma e a conquistare il primo posto per l'Indonesia e il settimo posto a livello mondiale nella categoria Best Brand dei Top Brand Buzz Awards 2019.

## Formazione
- Sowon (소원) – voce, leader[84] (2015-2021; 2025-presente)
- Yerin (예린) – voce[84] (2015-2021; 2025-presente)
- Eunha (은하) – voce[84] (2015-2021; 2025-presente)
- Yuju (유주) – voce[84] (2015-2021; 2025-presente)
- SinB (신비) – voce[84] (2015-2021; 2025-presente)
- Umji (엄지) – voce[84] (2015-2021; 2025-presente)

## Discografia

### Album in studio

#### In lingua coreana
- 2016 – LOL
- 2019 – Time for Us
- 2020 – Walpurgis Night

#### In lingua giapponese
- 2019 – Fallin' Light

### Raccolte
- 2018 – Me Gustas Tú (今日から私たちは) – GFriend 1st Best

### EP
- 2015 – Season of Glass
- 2015 – Flower Bud
- 2016 – Snowflake
- 2017 – The Awakening
- 2017 – Parallel
- 2018 – Time for the Moon Night
- 2018 – Sunny Summer
- 2019 – Fever Season
- 2020 – Labyrinth
- 2020 – Song of the Sirens

#### Riedizioni
- 2017 – Rainbow

#### Album speciali
- 2025 – Season of Memories

## Videografia

### In lingua coreana
- 2015 – Glass Bead[85]
- 2015 – Me Gustas Tu
- 2016 – Rough[86]
- 2016 – Wave[87]
- 2016 – Navillera[88]
- 2017 – Fingertip[89]
- 2017 – Love Whisper[90]
- 2017 – Summer Rain[91]
- 2018 – Time For the Moon Night[92]
- 2018 – Sunny Summer[93]
- 2019 – Sunrise[94]
- 2019 – Fever
- 2020 – Crossroads
- 2020 – Apple
- 2020 – Mago
- 2025 – Season Of Memories

### In lingua giapponese
- 2018 – Memoria[95]
- 2019 – Flower
- 2019 – Fallin' Light